# Robert Barron
Robert Emmet Barron (Los Angeles, 19. studenoga 1959.), američki katolički svećenik, filozof i winono–rochesterski biskup (od 2022.). Prethodno je bio pomoćni biskup Los Angelesa i naslovni biskup Macriane u Mauritaniji. Nositelj je nekoliko počasnih doktorata.
Osnivač je međunarodne medijske službe Word On Fire. Autor je dokumentarne serije u deset nastavaka i studijskoga programa o katoličkoj vjeri Katolicizam.
Djela
- .Katolicizam[2]

## Vanjske poveznice
- VIAF